# Henk Trumpie

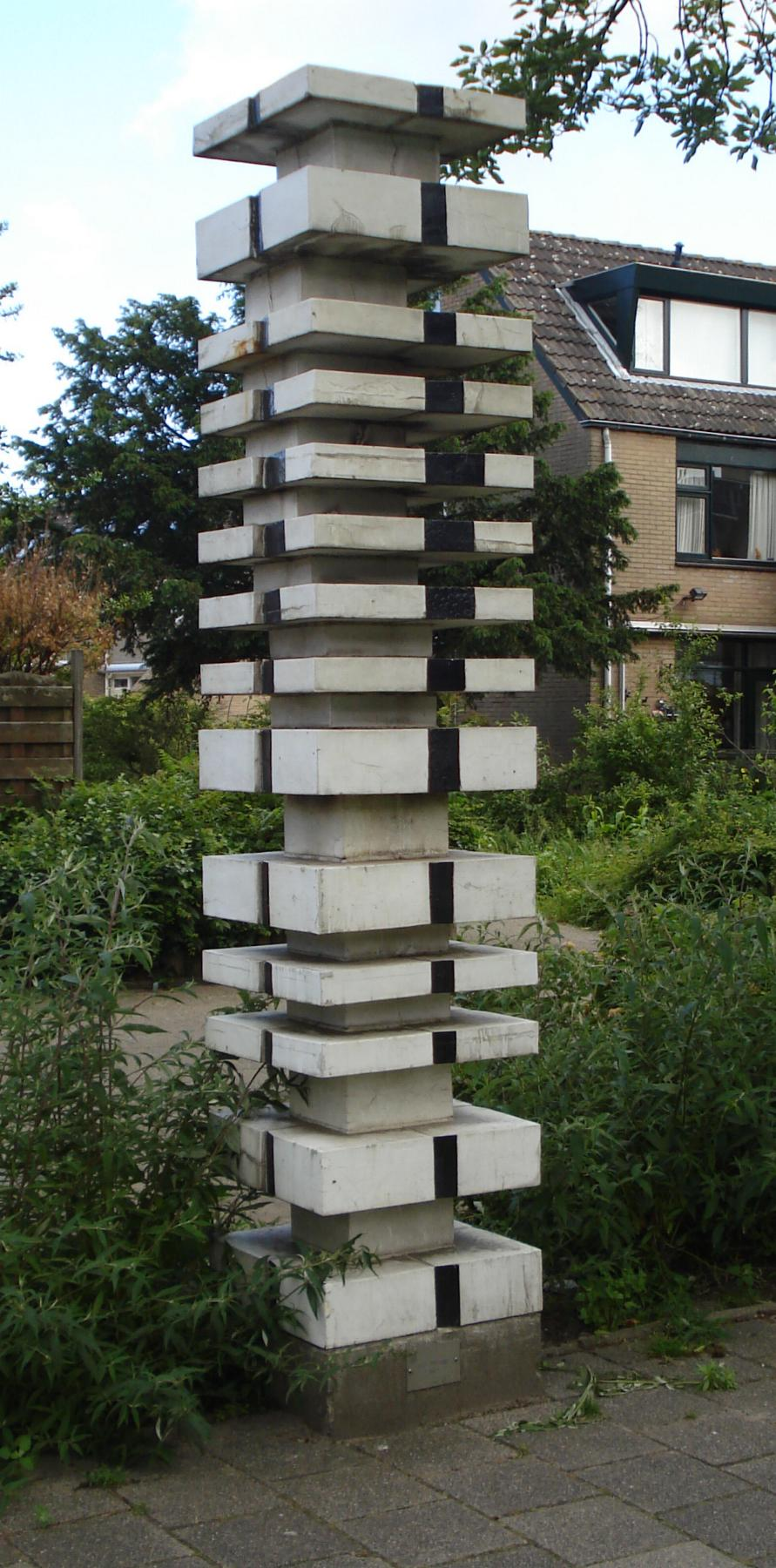
Kunstwerk "Zuil" in de Valkhof, Leidschendam-Voorburg

Henk Trumpie (Den Haag, 8 augustus 1937) is een Nederlandse keramist en beeldhouwer. 
Hij studeerde aan de Koninklijke Academie van Beeldende Kunsten in Den Haag. Hij volgde glazuurlessen bij De Koninklijke Porceleyne Fles.
Trumpie was in 1968 samen met Jacques van Gaalen de oprichter van keramisch atelier Struktuur68. In 1968 begonnen ze samen te werken met de CoBrA-groep. In de loop der jaren hebben ze "ongeveer 1000 succesvolle opdrachten voltooid in samenwerking met meer dan 200 nationale en internationale kunstenaars".
In 1980 begon Trumpie als docent aan de Gerrit Rietveld Academie, naast Jan van der Vaart, als opvolger van Emmy van Deventer, wat "een enorme stimulans werd voor het maken van monumentale keramiek op de Academie". Onder zijn leerlingen waren Anna Carlgren, Wietske van Leeuwen en Lia van Rhijn.